# Маршаллові Острови на літніх Олімпійських іграх 2012
Маршаллові Острови на літніх Олімпійських іграх 2012 були представлені 4 спортсменами у 2 видах спорту.

## Легка атлетика
Спортсменів — 2
Чоловіки
| Спортсмен     | Вид        | Забіг     | Забіг | Чвертьфінал | Чвертьфінал | Півфінал   | Півфінал   | Фінал      | Фінал      |
| Спортсмен     | Вид        | Результат | Місце | Результат   | Місце       | Результат  | Місце      | Результат  | Місце      |
| ------------- | ---------- | --------- | ----- | ----------- | ----------- | ---------- | ---------- | ---------- | ---------- |
| Тамі Гарстанг | 100 метрів | 12,81     | 7     | Не пройшов  | Не пройшов  | Не пройшов | Не пройшов | Не пройшов | Не пройшов |

Жінки
| Спортсмен   | Вид        | Забіг     | Забіг | Півфінал   | Півфінал   | Фінал      | Фінал      |
| Спортсмен   | Вид        | Результат | Місце | Результат  | Місце      | Результат  | Місце      |
| ----------- | ---------- | --------- | ----- | ---------- | ---------- | ---------- | ---------- |
| Гейлі Немра | 800 метрів | 2:14,90   | 6     | Не пройшла | Не пройшла | Не пройшла | Не пройшла |

## Плавання
Спортсменів — 2
Чоловіки
| Спортсмен        | Вид                | Заплив | Заплив | Півфінал   | Півфінал   | Фінал      | Фінал      |
| Спортсмен        | Вид                | Час    | Місце  | Час        | Місце      | Час        | Місце      |
| ---------------- | ------------------ | ------ | ------ | ---------- | ---------- | ---------- | ---------- |
| Джіордано Харріс | 50 м вільний стиль | 26,88  | 46     | Не пройшов | Не пройшов | Не пройшов | Не пройшов |

Жінки
| Спортсмен       | Вид                | Заплив | Заплив | Півфінал   | Півфінал   | Фінал      | Фінал      |
| Спортсмен       | Вид                | Час    | Місце  | Час        | Місце      | Час        | Місце      |
| --------------- | ------------------ | ------ | ------ | ---------- | ---------- | ---------- | ---------- |
| Анн-Марі Хеплер | 50 м вільний стиль | 28,06  | 49     | Не пройшла | Не пройшла | Не пройшла | Не пройшла |